# Communauté de communes de la Matheysine (1995-2013)
La communauté de communes de la Matheysine était une communauté de communes française, située dans le département de l'Isère et la région Rhône-Alpes.
Depuis le 1er janvier 2014, elle s'est regroupée dans la Communauté de communes de la Matheysine, du Pays de Corps et des Vallées du Valbonnais, née de la fusion avec les Communautés communes du Pays de Corps et des Vallées du Valbonnais, ainsi que du regroupement de dix communes non-affiliées (Cognet, Marcieu, Mayres-Savel, Monteynard, Nantes-en-Ratier, Ponsonnas, Prunières, Saint-Arey, Saint-Honoré et Sousville).

## Composition
La communauté de communes regroupait 11 communes :
| Nom                      | Code Insee | Gentilé             | Superficie (km2) | Population (dernière pop. légale) | Densité (hab./km2) |
| ------------------------ | ---------- | ------------------- | ---------------- | --------------------------------- | ------------------ |
| La Mure (siège)          | 38269      | Murois              | 8,33             | 5 016 (2014)                      | 602                |
| Cholonge                 | 38106      | Cholongeards        | 8,92             | 326 (2014)                        | 37                 |
| Laffrey                  | 38203      | Fredeyards          | 6,72             | 413 (2014)                        | 61                 |
| La Motte-d'Aveillans     | 38265      | Mottois             | 9,78             | 1 772 (2014)                      | 181                |
| La Motte-Saint-Martin    | 38266      | Saint-Martinois     | 14,64            | 424 (2014)                        | 29                 |
| Notre-Dame-de-Vaulx      | 38280      | Vaulxois            | 7,88             | 519 (2014)                        | 66                 |
| Pierre-Châtel            | 38304      | Pierre-Châtelois    | 11,48            | 1 508 (2014)                      | 131                |
| Saint-Jean-de-Vaulx      | 38402      | Sainjaraux          | 10,73            | 546 (2014)                        | 51                 |
| Saint-Théoffrey          | 38462      | Saint-Théoffreydois | 5,75             | 471 (2014)                        | 82                 |
| Susville                 | 38499      | Susvillois          | 9,91             | 1 333 (2014)                      | 135                |
| Villard-Saint-Christophe | 38552      | Villardois          | 14,22            | 410 (2014)                        | 29                 |

## Historique
En 2006, la commune de Laffrey quitte la Communauté de communes de la Matheysine pour la  Communauté de communes du Sud Grenoblois. 
Le 1er janvier 2012, par volonté de la commune et dans le cadre du schéma départemental de coopération intercommunal, elle réintègre la communauté de communes de la Matheysine.
Le 1er janvier 2014, la communauté de communes a fusionné dans la Communauté de communes de la Matheysine, du Pays de Corps et des Vallées du Valbonnais avec les Communautés de communes du Pays de Corps et des Vallées du Valbonnais, et avec dix communes non-affiliées (Cognet, Marcieu, Mayres-Savel, Monteynard, Nantes-en-Ratier, Ponsonnas, Prunières, Saint-Arey, Saint-Honoré et Sousville).